# 清ノ森政夫
清ノ森 政夫（きよのもり まさお、1935年4月8日 - 2019年4月20日）は、秋田県横手市（現役当時は平鹿郡大森町）出身で伊勢ヶ濱部屋に所属した大相撲力士。出生名は佐々木 政夫（ささき まさお）。後年、桂川（檀崎質郎）・春枝夫妻の婿養子となり、檀崎 政夫（だんざき -）に改名。現役時代の体格は183cm、92kg。得意手は右四つ、寄り。最高位は東前頭9枚目（1960年9月場所）。大正時代の幕内力士、日本海忠藏は大叔父に当たる。

## 来歴・人物
17歳の時、同郷の先輩でもある元関脇・清瀬川が師匠を務めていた伊勢ヶ濱部屋（一時期は荒磯部屋に改称）へ入門し、1953年1月場所で初土俵を踏んだ。
1957年5月場所で十両に昇進し、1959年3月場所で新入幕を果たした。しかし、幕内にはなかなか定着できず、通算で幕内と十両を8往復した。
四股名も序二段に付いた時に本名の「佐々木」を1場所だけ名乗って以降、「清ノ森」→「清勢川」→「清乃森」→「清の盛」と、下の名前も含め度々改名したが、幕内在位中に名乗ったものは「清ノ森」及び「清勢川」の2つのみであった。改名後最初に名乗った「清ノ森」は、同郷の先輩である清瀬川（当時の伊勢ヶ濱親方）と、同じく先輩力士の大ノ森（彼も、伊勢ヶ濱部屋に所属した）に因んだ。
色白で長身の痩せ型、美形であり女性人気があったが、痩せているのは太らない体質のためであった。技能力士であり、素早い動きと足技を得意とした。
十両優勝を2回果たし、その1回目は東十両筆頭で迎えた1961年5月場所で、当場所西前頭13枚目で平幕優勝を遂げた佐田の山（のちの50代横綱）と4日目に対戦し肩透かしで勝利。当場所の十両優勝力士が幕内優勝力士と対戦して勝利するのは非常に珍しいとして話題になった。尚、最高位の東前頭9枚目は平幕優勝力士に優勝当場所勝利した力士の最高位としては最も低い位とされる。
最後の入幕を果たした場所（1963年11月場所）においては、西前頭11枚目の地位で15戦全敗を記録。この15戦全敗は、岳父の元幕内・桂川（当時の木瀬親方）が1942年1月場所に於いて幕内の土俵で記録して以来の珍事であったため、またもや話題になった。
その後は十両で長く取り、十両優勝も果たしているが再入幕はならなかった。
幕下に陥落した1967年5月場所限りで引退後は岳父から木瀬部屋を継承し、小結・青葉山、十両・天剛山を育てた。
真面目で事務能力に長けていたため、1996年からは協会理事も務めた。1996年2月から1998年1月にかけては相撲教習所所長を務めた。所長を務めた親方としては現役時代の地位が歴代で最も低い。2000年4月、日本相撲協会を停年退職。退職前に、部屋の所属力士は元小結・黒瀬川が師匠を務める同門（立浪・伊勢ヶ濱連合）の桐山部屋に移籍した。
その後、出羽海一門の元前頭筆頭・肥後ノ海が木瀬部屋を再興したが一門が違うため、部屋としての連続性はない。しかし、名跡を譲った肥後ノ海とは交流があり、断髪式にも参加した。
2019年4月20日、誤嚥性肺炎のため東京都内の病院で死去した。84歳没。5月13日の日本相撲協会の発表によると、既に近親者にて葬儀が行われたとのこと。

## 主な成績・記録
- 通算成績：519勝504敗7休1分 勝率.507
- 幕内成績：115勝170敗 勝率.404
- 現役在位：78場所
- 幕内在位：19場所
- 各段優勝
  - 十両優勝：2回（1961年5月場所、1965年5月場所）

## 場所別成績
| | 一月場所 初場所（東京） | 三月場所 春場所（大阪） | 五月場所 夏場所（東京） | 七月場所 名古屋場所（愛知） | 九月場所 秋場所（東京） | 十一月場所 九州場所（福岡） |
| --- | ----------------------- | ----------------------- | ----------------------- | --------------------------- | ----------------------- | --------------------------- |
| 1953年 （昭和28年） | 新序 2–1                | 東序二段31枚目 5–3      | 西序二段7枚目 4–4       | x                           | 西三段目62枚目 5–3      | x                           |
| 1954年 （昭和29年） | 西三段目47枚目 5–3      | 東三段目29枚目 4–4      | 東三段目25枚目 7–1      | x                           | 東幕下47枚目 5–3        | x                           |
| 1955年 （昭和30年） | 東幕下36枚目 5–3        | 西幕下29枚目 3–5        | 東幕下33枚目 3–5        | x                           | 西幕下34枚目 5–3        | x                           |
| 1956年 （昭和31年） | 東幕下24枚目 7–1        | 西幕下5枚目 3–5         | 東幕下9枚目 5–3         | x                           | 東幕下8枚目 4–4         | x                           |
| 1957年 （昭和32年） | 東幕下7枚目 4–4         | 東幕下5枚目 6–2         | 西十両22枚目 8–7        | x                           | 東十両18枚目 7–8        | 西十両19枚目 6–9            |
| 1958年 （昭和33年） | 西十両24枚目 9–6        | 西十両18枚目 11–4       | 西十両9枚目 8–7         | 西十両7枚目 8–7             | 東十両5枚目 6–9         | 東十両11枚目 10–5           |
| 1959年 （昭和34年） | 東十両4枚目 11–4        | 西前頭17枚目 4–11       | 東十両5枚目 8–7         | 西十両4枚目 11–4            | 東前頭19枚目 7–8        | 東十両筆頭 7–8              |
| 1960年 （昭和35年） | 西十両2枚目 9–6         | 東前頭14枚目 10–5       | 西前頭9枚目 4–11        | 西前頭14枚目 8–7            | 東前頭9枚目 6–9         | 東前頭12枚目 6–9            |
| 1961年 （昭和36年） | 西十両筆頭 9–6          | 東前頭14枚目 6–9        | 東十両筆頭 優勝 12–3    | 東前頭10枚目 6–9            | 西前頭10枚目 6–9        | 東前頭13枚目 6–9            |
| 1962年 （昭和37年） | 西十両筆頭 11–4         | 東前頭11枚目 6–9        | 西前頭13枚目 6–9        | 東十両筆頭 7–8              | 西十両2枚目 9–6         | 西前頭14枚目 7–8            |
| 1963年 （昭和38年） | 西前頭15枚目 8–7        | 西前頭11枚目 6–9        | 東前頭14枚目 8–7        | 西前頭13枚目 5–10           | 東十両3枚目 11–4        | 西前頭11枚目 0–15           |
| 1964年 （昭和39年） | 東十両6枚目 5–10        | 西十両12枚目 8–7        | 西十両10枚目 9–6        | 西十両8枚目 11–4            | 東十両4枚目 7–8         | 西十両4枚目 6–8–0 (1分)     |
| 1965年 （昭和40年） | 西十両5枚目 6–9         | 西十両7枚目 7–8         | 西十両8枚目 優勝 13–2   | 東十両筆頭 4–11             | 東十両9枚目 8–7         | 西十両5枚目 9–6             |
| 1966年 （昭和41年） | 西十両3枚目 8–7         | 東十両筆頭 5–10         | 西十両6枚目 7–8         | 東十両7枚目 6–9             | 西十両10枚目 7–8        | 西十両10枚目 8–7            |
| 1967年 （昭和42年） | 西十両4枚目 5–10        | 西十両7枚目 5–10        | 東幕下6枚目 引退 0–0–7  |                             |                         |                             |
| 各欄の数字は、「勝ち-負け-休場」を示す。 優勝 引退 休場 十両 幕下 三賞：敢=敢闘賞、殊=殊勲賞、技=技能賞 その他：★=金星 番付階級：幕内 - 十両 - 幕下 - 三段目 - 序二段 - 序ノ口 幕内序列：横綱 - 大関 - 関脇 - 小結 - 前頭（「#数字」は各位内の序列） |                         |                         |                         |                             |                         |                             |

### 幕内対戦成績
| 力士名         | 勝数 | 負数 | 力士名 | 勝数 | 負数 | 力士名     | 勝数 | 負数 | 力士名 | 勝数 | 負数 |
| -------------- | ---- | ---- | ------ | ---- | ---- | ---------- | ---- | ---- | ------ | ---- | ---- |
| 青ノ里         | 5    | 3    | 朝ノ海 | 0    | 2    | 愛宕山     | 0    | 1    | 天津風 | 2    | 3    |
| 荒岐山         | 1    | 2    | 荒波   | 1    | 0    | 泉洋       | 1    | 2    | 一乃矢 | 0    | 4    |
| 岩風           | 2    | 2    | 宇多川 | 2    | 8    | 及川       | 1    | 2    | 追手山 | 2    | 1    |
| 大内山         | 1    | 0    | 扇山   | 2    | 2    | 大晃       | 1    | 3    | 岡ノ山 | 1    | 2    |
| 小城ノ花       | 0    | 4    | 海山   | 1    | 3    | 海乃山     | 3    | 2    | 金乃花 | 1    | 11   |
| 北の洋         | 1    | 2    | 君錦   | 3    | 2    | 鬼竜川     | 0    | 1    | 栗家山 | 1    | 1    |
| 黒獅子         | 0    | 1    | 琴櫻   | 0    | 2    | 逆鉾       | 0    | 1    | 沢光   | 0    | 1    |
| 潮錦           | 1    | 2    | 信夫山 | 2    | 0    | 新川(玉響) | 0    | 4    | 大豪   | 0    | 5    |
| 大雄           | 2    | 0    | 玉嵐   | 1(1) | 2    | 玉乃海     | 0    | 2    | 常錦   | 5    | 4    |
| 鶴ヶ嶺         | 0    | 4    | 出羽錦 | 0    | 2    | 時津山     | 1    | 4    | 時錦   | 0    | 1    |
| 栃王山         | 1    | 1    | 栃ノ海 | 0    | 3    | 豊國       | 2    | 2    | 鳴門海 | 2    | 1    |
| 成山           | 1    | 3    | 羽黒花 | 1    | 2    | 羽子錦     | 0    | 2    | 廣川   | 1    | 2    |
| 福田山         | 3    | 5    | 房錦   | 4    | 5    | 冨士錦     | 1    | 2    | 双ツ龍 | 2    | 3    |
| 星甲           | 4    | 1    | 前田川 | 2    | 4    | 松登       | 7    | 2    | 宮柱   | 2    | 0    |
| 明武谷(吉葉洋) | 1    | 3    | 芳野嶺 | 7    | 0    | 若駒       | 1    | 1    | 若杉山 | 5    | 2    |
| 若秩父         | 1    | 3    | 若天龍 | 1    | 2    | 若浪       | 0    | 1    | 若鳴門 | 1    | 0    |
| 若ノ海         | 1    | 4    | 若ノ國 | 5    | 4    | 若羽黒     | 0    | 3    | 若葉山 | 0    | 2    |
| 若前田         | 8    | 5    |        |      |      |            |      |      |        |      |      |

## 四股名の変遷
- 佐々木 政夫（ささき まさお、1953年3月場所）
- 清ノ森 政夫（きよのもり まさお、1953年5月場所-1962年3月場所）
- 清勢川 政夫（きよせがわ まさお、1962年5月場所-1963年11月場所）
- 清乃森 政夫（きよのもり まさお、1964年1月場所-1965年3月場所）
- 清の盛 政緒（きよのもり まさお、1965年5月場所-1967年5月場所）

## 年寄変遷
- 木村瀬平（きむら せへい、1967年5月-2000年4月）